# Азулен
Азуле́н — небензоидное ароматическое соединение, содержащее конденсированную систему из 5- и 7-членного циклов. Является изомером нафталина.

## История открытия
Азулен впервые был получен в XV веке в виде синего красящего вещества, выделенного из эфирного масла ромашки. Тогда ему не придали значения, а вещество не идентифицировали. Вторично азулен был обнаружен в 1863 году французским парфюмером Септимусом Пьессом в тысячелистнике и полыни. Тогда же он и получил своё название из-за своего синего цвета («azul» по-испански означает «синий»). Описал структуру молекулы азулена и впервые осуществил его синтез швейцарский химик-органик Леопольд (Лавослав) Ружичка в 1937 году.

## Нахождение в природе
Производные азулена достаточно широко встречаются в природных эфирных маслах:
- Хамазулен 1,4-диметил-7-этилазулен: компонент эфирного масла из ромашки аптечной (Matricaria chamomilla) [syn. Matricaria recutita] и тысячелистника обыкновенного (Achillea millefolium).
- Гвайазулен 1,4-диметил-7-изопропилазулен: входит в состав эфирного масла некоторых эвкалиптов; выделяется из высококипящих фракций эфирного масла Eucalyptus globulus, гурьюн-бальзама, реюньонской герани, Geranium macrorrhizum и пачули.
- Изогвайазулен 2,4-диметил-7-изопропилазулен. Найден в эфирном масле тысячелистника обыкновенного (Achillea millefolium).

## Физические свойства
Кристаллическое вещество синего или сине-фиолетового цвета. Нерастворим в воде, растворим в углеводородах, диэтиловом эфире, этаноле. Перегоняется с паром.
Хорошо растворяется в серной и фосфорной кислоте с образованием солей (при этом его синяя окраска исчезает). Легко образует π-комплексы с пикриновой кислотой и тринитробензолом.
Молекула обладает дипольным моментом.

## Химические свойства
- При нагревании свыше 300 °C изомеризуется в нафталин.
- Постепенно окисляется кислородом воздуха, а при действии KMnO4 в кислой среде расщепляется до смеси жидких и газообразных продуктов.
- В реакциях электрофильного и радикального замещения ведёт себя подобно высокоактивным пятичленным гетероциклам.

Вследствие высокой электронной плотности на 5-членном цикле, азулен обладает относительно высокой химической активностью, легко вступая в реакции с электрофильными агентами.
Относительно легко нитруется тетранитрометаном в среде пиридина:
В реакциях галогенирования, ацилирования, азосочетания и др. замещение идёт в положение 1 и затем 3:
- В реакциях с нуклеофилами азулен менее активен, замещение идёт в положение 4, 8 и далее в 6.

## Получение
Эффективное получение с одном реакторе — аннелирование циклопентадиена с ненасыщенными C5 — синтонами. Существует альтернативный метод с использованием циклогептатриена также известен и показан ниже.
- Из солей пиридиния[3]:

- По реакции 1,1-тиофендиоксида с диметиламинофульвеном[7]:

## Применение
Азулен и, особенно, его природные производные достаточно широко используются в парфюмерии и косметике: входят в состав зубных паст, кремов, шампуней и других средств ухода за телом.

## Физиологическая роль
Производные азулена обладают противовоспалительной, антиаллергенной и бактериостатической активностью, на чём и основано их применение.